# Harold Stark
Harold Mead Stark (* 6. August 1939 in Los Angeles) ist ein US-amerikanischer Zahlentheoretiker.

## Leben
Stark wurde 1964 an der University of California, Berkeley bei Derrick Henry Lehmer mit der Dissertation On the Tenth Complex Quadratic Field with Class Number One promoviert. 1968 wurde er Sloan Research Fellow. 1970/71 war er am Institute for Advanced Study in Princeton, New Jersey. Nachdem er Professor am Massachusetts Institute of Technology (MIT) war, ist er zurzeit an der University of California, San Diego.
Stark ist bekannt für die Lösung des gaußschen Klassenzahlproblems, dem Beweis, dass es genau neun imaginär quadratische Zahlkörper mit der Klassenzahl 1 gibt. Schon in den 1930er Jahren war durch Deuring, Heilbronn und Linfoot bekannt, dass es außer den schon von Carl Friedrich Gauß vermuteten neun Körpern höchstens einen weiteren mit Klassenzahl 1 gibt. Stark bewies seinen Satz mit Methoden der analytischen Zahlentheorie, er untersuchte das Verhalten der {\displaystyle L}-Funktionen binärer quadratischer Formen an der Stelle {\displaystyle s=1}. Später stellte sich heraus, dass ein früherer Beweis des Satzes von Stark von Kurt Heegner ebenfalls im Wesentlichen korrekt war. Alan Baker gab mit ganz anderen Methoden etwa zur gleichen Zeit (1966) wie Stark ebenfalls einen Beweis dieses Satzes. 1971 lösten Stark und unabhängig Baker auch das Problem der Anzahl imaginär quadratischer Zahlkörper mit Klassenzahl 2 (es gibt genau 18, wie ebenfalls Gauß vermutete).
Von ihm stammen die Stark-Vermutungen, die einen Zusammenhang zwischen analytischen und algebraischen Größen bei endlichen Galois-Erweiterungen {\displaystyle K} algebraischer Zahlkörper {\displaystyle k} liefern. Genauer wird der erste nicht verschwindende Koeffizient der Taylorentwicklung der Artin {\displaystyle L}-Funktion (eine Art Dirichlet {\displaystyle L}-Funktion, die mit Hilfe von Darstellungen der Galoisgruppe {\displaystyle G} gebildet wird) bei der Stelle {\displaystyle s=0} nach den Vermutungen durch den Regulator der Stark-Einheiten von {\displaystyle K} gegeben. Stark bewies diese Vermutungen für {\displaystyle L}-Funktionen von abelschen Erweiterungen über den rationalen Zahlen und über imaginär quadratischen Zahlkörpern. Die Stark-Vermutungen liefern (durch Bestimmung dieser Einheiten) Algorithmen für Teillösungen zu Hilberts 12. Problem der expliziten Konstruktion von Klassenkörpern und sind ein aktuelles Forschungsgebiet der algebraischen Zahlentheorie.
1970 war er Invited Speaker auf dem Internationalen Mathematikerkongress in Nizza (Class number problems in quadratic fields). Er wurde 1983 in die American Academy of Arts and Sciences und 2007 in die National Academy of Sciences aufgenommen. Zu seinen Doktoranden zählen M. Ram Murty, Andrew Odlyzko, Kenneth Rosen, Jeffrey Lagarias, Jeffrey Hoffstein.

## Schriften
- Class-number problems in quadratic fields. International Congress of Mathematicians 1970, S. 511.
- Class-numbers of complex quadratic fields (= Lecture Notes in Mathematics. Band 320). 1973, S. 153–174.
- Class fields and modular forms of weight one. In: Modular Functions of one Variable {\displaystyle V} (= Lectures Notes in Mathematics. Band 601). 1976, S. 277.
- An Introduction to Number Theory. MIT Press, 1978, ISBN 0-262-69060-8.
- Galois theory, algebraic number theory, and zeta functions. In Michel Waldschmidt, Claude Itzykson, Jean-Marc Luck, Pierre Moussa (Hrsg.): Number Theory and Physics. Les Houches 1989, Springer, 1992.